# Campeonato Africano de Clubes de Hóquei em Patins de 1991

A Copa Africana ou Campeonato Africano de Clubes de Hóquei em Patins organizado pela FARS. Foi criada em 1991, para os clubes africanos competirem entre si. A competição foi disputada na cidade do Cairo, Egipto.  . 

## Equipas
As equipas que estão a participar neste campeonato são:
| País          | Equipa participante                             |
| ------------- | ----------------------------------------------- |
| África do Sul | Associação da Comunidade Portuguesa de Pretória |
| África do Sul | Cape Town                                       |
| Angola        | Juventude Viana de Luanda                       |
| Moçambique    | Grupo Desportivo Estrela Vermelha de Maputo     |
| Egito         | Port Said                                       |
| Egito         | El Zamalek                                      |

## Classificação Final
| Pos. | País               |
| ---- | ------------------ |
| 1.   | Estrela Vermelha   |
| 2.   | Juventude de Viana |
| 3.   | ACPP Pretoria      |
| 4.   | Port Said          |
| 5.   | El Zamalek         |
| 6.   | Cape Town          |

### Internacional
- Ligações de internet do Hóquei
- Mundook-Hóquei no Mundo
- Hardballhock-Hóquei no Mundo
- Inforoller Hóquei no Mundo